# Fausto Beccalossi
Fausto Beccalossi (Cellatica, 25 ottobre 1915 – Cogull, 26 dicembre 1938) è stato un militare italiano, decorato di Medaglia d'oro al valor militare alla memoria nel corso della guerra di Spagna.

## Biografia
Nacque a Cellatica, provincia di Brescia, il 25 ottobre 1915, figlio di Felice e di Tagliani Maria. Conseguita la laurea in giurisprudenza presso l'università di Milano, venne ammesso a frequentare il corso allievi ufficiali di complemento presso la Scuola di Moncalieri nel novembre 1933. Promosso sottotenente, dal marzo all'aprile 1935 prestò servizio di prima nomina nel 77º Reggimento fanteria "Lupi di Toscana". Posto in congedo divenne funzionario della Banca d'Italia nella sede di Brescia, e dopo circa un anno veniva richiamato in servizio attivo e assegnato al 2º Reggimento bersaglieri nel settembre 1937. Inviato in Spagna sbarcò a Cadice il 6 ottobre 1937, e fu assegnato al 1º Reggimento fanteria della 4ª Divisione d'assalto "Littorio". Rimasto ferito una prima volta nel combattimento di Tortosa, fu insignito della croce di guerra al valor militare. Cadde in combattimento il 26 dicembre 1938 durante l'azione per la conquista di Cogull. Promosso tenente dal 1º dicembre 1938, fu insignito della medaglia d'oro al valor militare alla memoria con Regio Decreto del 18 settembre 1939.

### Fonti
1. 1 2 3 4 5 6  Combattenti Liberazione.
2. 1 2 3  Brixia Ferrea.
3. ↑   Bollettino ufficiale delle nomine, promozioni e destinazioni negli ufficiali e sottufficiali del R. esercito italiano e nel personale dell'amministrazione militare, 1940,  p. 1439. URL consultato il 12 marzo 2022.
4. ↑  Medaglie d'oro al valor militare sul sito della Presidenza della Repubblica
5. ↑  Registrato alla Corte dei conti addì 21 ottobre 1939,  registro 38 Guerra, foglio 325.